# Demeankivți, Dunaiivți
Demeankivți (în ucraineană Дем'янківці) este o comună în raionul Dunaiivți, regiunea Hmelnîțkîi, Ucraina, formată numai din satul de reședință.

## Demografie
Componența lingvistică a comunei Demeankivți
     Ucraineană (99,42%)
     Alte limbi (0,58%)
Conform recensământului din 2001, majoritatea populației comunei Demeankivți era vorbitoare de ucraineană (99,42%), existând în minoritate și vorbitori de alte limbi.